# Skæbnens Hjul
Skæbnens Hjul er er en dansk stum romantisk dramafilm fra 1911 produceret af Nordisk Films Kompagni og instrueret af William Augustinus efter manuskript af A.V. Mammen.
Filmen blev distribueret i USA som The Vicissitudes of Fate, hvor den havde premiere den 28. oktober 1911.

## Handling
Poul, der kommer fra en fattig familie, arbejder som kontorist hos den rige fabrikant Holmfeldt. Poul er forelsket i sin arbejdsgivers datter. Mens han en dag er i færd med at tælle penge på kontoret, taler han med datteren, og et vindpust blæser ubemærket flere af de pengesedler væk, som han lige havde været travlt optaget af at tælle. Deres hyggelige samtale afbrydes af fabrikanten, som sender sin datter væk og går videre for at tjekke den unge mands arbejde. Han opdager, at der mangler tre femhundredekronesedler og kræver en forklaring på de manglende penge. Poul kan ikke give et tilfredsstillende svar, og han bliver beskyldt for at stjæle beløbet og bliver øjeblikkeligt bortvist trods hans påstande om uskyld. Da han kommer hjem, fortæller han den dårlige nyhed til forældrene i forventning om sympati, men faren smider ham ud af hjemmet. Poul vandrer mod havnen, og får en gratis rejse til et nyt land, hvor han søger arbejde, men uden legitimationspapirer lykkes det ikke. En nat bliver han tvunget til at sove i et skur, hvor han overhører en tyvebandes plan. Som et lykketræf er planen rettet mod firmachefen, der havde nægtet Charles ansættelse på grund af manglende referencer. Poul informerer ham om planen med det samme, hvilket resulterer i, at tyvene bliver forpurret i deres forsøg og arresteret, og Poul får den eftertragtede stilling. I mellemtiden har forårsrengøringen på hans tidligere arbejdsgivers kontor afsløret, at de forsvundne pengesedler blev blæst under en radiator, og da Charles vender tilbage, er hans uskyld blevet fastslået, og han får en belønning for det, han har gennemgået, ved at hans gamle arbejdsgiver giver ham sin datters hånd.

## Medvirkende
- Emanuel Jørgensen
- Otto Lagoni
- Elna From
- Axel Boesen